# Nashville (The Cats)
Nashville is een lied van The Cats dat in 1978 werd uitgebracht op de B-kant van She was too young. Het verscheen verder op de elpee Like the old days maar kwam niet terug op verzamelalbums.
Nashville werd geschreven door Jaap Schilder en Alan Parfitt. De productie was van Klaas Leyen en het arrangement van Gerard Stellaard.
Het is genoemd naar Nashville in Tennessee, ook wel de hoofdstad van de countrymuziek genoemd. Hier wordt ook in de tekst naar verwezen met: Nashville seems to be the place, where country music happens. Het is ook in deze muziekstijl geschreven en niet in palingsound zoals het geval is bij de meeste nummers van The Cats.